# Martti Vainio
Martti Vainio (ur. 30 grudnia 1950 w Vehkalahti w regionie Kymenlaakso) – fiński lekkoatleta specjalizujący się w biegach długodystansowych, trzykrotny uczestnik letnich igrzysk olimpijskich (Montreal 1976, Moskwa 1980, Los Angeles 1984).
Pięć dni po zakończeniu finałowego biegu na 10 000 metrów podczas igrzysk w Los Angeles (w którym zajął 2. miejsce za Alberto Covą) został zdyskwalifikowany na 2 lata za stosowanie testosteronu.

## Sukcesy sportowe
- pięciokrotny mistrz Finlandii w biegu na 5000 metrów – 1978, 1980, 1981, 1982, 1987
- dziewięciokrotny mistrz Finlandii w biegu na 10 000 metrów – 1977, 1978, 1980, 1981, 1982, 1983, 1986, 1987, 1988
- czterokrotny mistrz Finlandii w biegu przełajowym na 12 000 metrów – 1981, 1983, 1986, 1987[2]
- dwukrotny halowy mistrz Finlandii w biegu na 3000 metrów – 1982, 1984[3]

| Rok  | Miasto    | Zawody               | Konkurencja                     | Wynik                    |
| ---- | --------- | -------------------- | ------------------------------- | ------------------------ |
| 1978 | Praga     | mistrzostwa Europy   | bieg na 10 000 m bieg na 5000 m | złoty medal 6. miejsce   |
| 1980 | Moskwa    | igrzyska olimpijskie | bieg na 5000 m bieg na 10 000 m | 11. miejsce 13. miejsce  |
| 1982 | Ateny     | mistrzostwa Europy   | bieg na 10 000 m bieg na 5000 m | brązowy medal 8. miejsce |
| 1983 | Helsinki  | mistrzostwa świata   | bieg na 5000 m bieg na 10 000 m | brązowy medal 4. miejsce |
| 1986 | Stuttgart | mistrzostwa Europy   | bieg na 5000 m bieg na 10 000 m | 6. miejsce 7. miejsce    |

## Rekordy życiowe
- bieg na 1500 metrów – 3:41,09 – Turku 28/07/1983
- bieg na 3000 metrów – 7:44,42 – Varkaus 12/07/1984
- bieg na 5000 metrów – 13:16,02 – Oslo 28/06/1984
- bieg na 10 000 metrów – 27:30,99 – Praga 29/08/1978 (rekord Finlandii)
- bieg maratoński – 2:13:04 – Rotterdam 14/04/1984